# La odisea de Gilbert Pinfold
La odisea de Gilbert Pinfold es una novela del escritor británico Evelyn Waugh, publicada en julio de 1957. Es la penúltima obra de ficción larga de Waugh, a la que el autor llamó su «libro loco»: un relato en su mayor parte autobiográfico de una temporada de alucinaciones debidas a una intoxicación por bromuro de potasio sufrida por Waugh en los primeros meses de 1954, narrado en la voz de su protagonista, Gilbert Pinfold.
La salud de Waugh en el invierno de 1953-1954 no era buena, y lo agobiaban varias preocupaciones que mermaban su capacidad de trabajo. También consumía alcohol, bromuro de potasio e hidrato de cloral en gran cantidad. Buscando un ambiente apacible que le permitiera volver a escribir, se embarcó en una travesía a Ceilán, pero las voces imaginarias que lo asaltaron durante el viaje lo llevaron al borde de la locura. Reflejo de esta experiencia en la novela es la de Pinfold, un escritor de éxito, inspirado en Waugh mismo, que, para contrarrestar su lasitud y su insomnio crónico, se administra una mezcla parecida de fármacos. Este coctel le ocasiona una serie de episodios alucinatorios durante una travesía que emprende para recobrar la salud; oye voces que lo insultan, se burlan de él y lo amenazan. Desembarca, pero sus ofensores invisibles lo persiguen. De vuelta en Inglaterra, su mujer lo convence de que las voces eran imaginarias, y su médico le diagnostica intoxicación por la mezcla de bromuro de potasio e hidrato de cloral. Sin embargo, Pinfold también ve el episodio como un triunfo personal sobre las fuerzas del mal.
Al publicarse el libro, los amigos de Waugh lo elogiaron, pero la recepción de la crítica fue fría. La mayoría de los críticos admiraron el autorretrato de Waugh con el que comienza la novela, pero expresaron opiniones encontradas acerca del resto, sobre todo el final. Los comentaristas han debatido si la novela da una descripción realista de Waugh o si fomenta la imagen exagerada que el autor cultivó para proteger su vida privada. El libro se dramatizó para la radio y el teatro.

## Trama
Gilbert Pinfold es un conocido novelista inglés que a los 50 años ha llevado una vida activa en la que se incluyen una docena de libros de bastante éxito, muchos viajes y un servicio militar con honores en la Segunda Guerra Mundial. Asegurada su reputación, vive tranquilo, en buenos términos con sus vecinos, pero sin cercanía; su catolicismo lo distancia un poco de la comunidad. Tiene una marcada aversión a casi todos los aspectos de la vida moderna, y últimamente se ha vuelto algo perezoso y bebe más de lo que debería. Para contrarrestar sus varios achaques y dolores, le ha dado por administrarse un fuerte sedante de hidrato de cloral y bromuro de potasio. Le oculta este hábito a su médico.
Pinfold es muy reservado sobre su vida privada, pero contra su naturaleza, le concede dos entrevistas de radio a la BBC. El principal entrevistador es un hombre llamado Angel, cuya voz y actitud desconciertan a Pinfold, quien cree advertir en él una mala intención oculta, y se queda semanas cavilando sobre el asunto. Se da cuenta de que la memoria empieza a fallarle. La llegada del invierno lo deprime aún más; decide escapar en un crucero y reserva un pasaje en el Caliban, que parte con destino a Ceilán. En el curso del viaje Pinfold empieza a oír ruidos y conversaciones de otras partes del barco, que cree que se transmiten de algún modo a su camarote. En medio de una serie cada vez más extraña de incidentes oídos sin querer, escucha comentarios que se van volviendo más y más insultantes, hasta que lo amenazan directamente. Los principales ofensores son un hombre y una mujer cuyas despiadadas palabras contrastan con las de Margaret, una joven dulce. Él está convencido de que el hombre es Angel, el entrevistador de la BBC, que usa su pericia técnica para transmitir las voces. Pinfold se pasa las noches en vela esperando que se cumpla la amenaza de una paliza, un intento de secuestro y una visita de Margaret para seducirlo.
Para escapar de sus perseguidores, Pinfold desembarca en Alejandría y vuela a Colombo, pero las voces lo siguen. A esas alturas se ha resignado a su presencia y puede ignorarlas e incluso conversar racionalmente con ellas. Tras una breve estancia en Colombo, vuelve a Inglaterra. En el vuelo de regreso, «Angel» le dice que todo ha sido un experimento científico que se salió de control; que si guarda en secreto lo ocurrido, las voces no volverán a molestarlo. Pinfold se niega a callarse, y afirma que Angel es una amenaza que hay que denunciar. En Inglaterra, su esposa lo convence de que Angel nunca salió del país y de que las voces son imaginarias. Pinfold oye a Margaret decir débilmente «No existo, pero te amo», y entonces las voces desaparecen para siempre. El médico le diagnostica intoxicación por bromuro de potasio e hidrato de cloral. Pinfold considera su valentía al enfrentarse con las voces como un gran triunfo en la guerra con sus demonios personales, y empieza a escribir un relato de su experiencia: La odisea de Gilbert Pinfold.

## Trasfondo

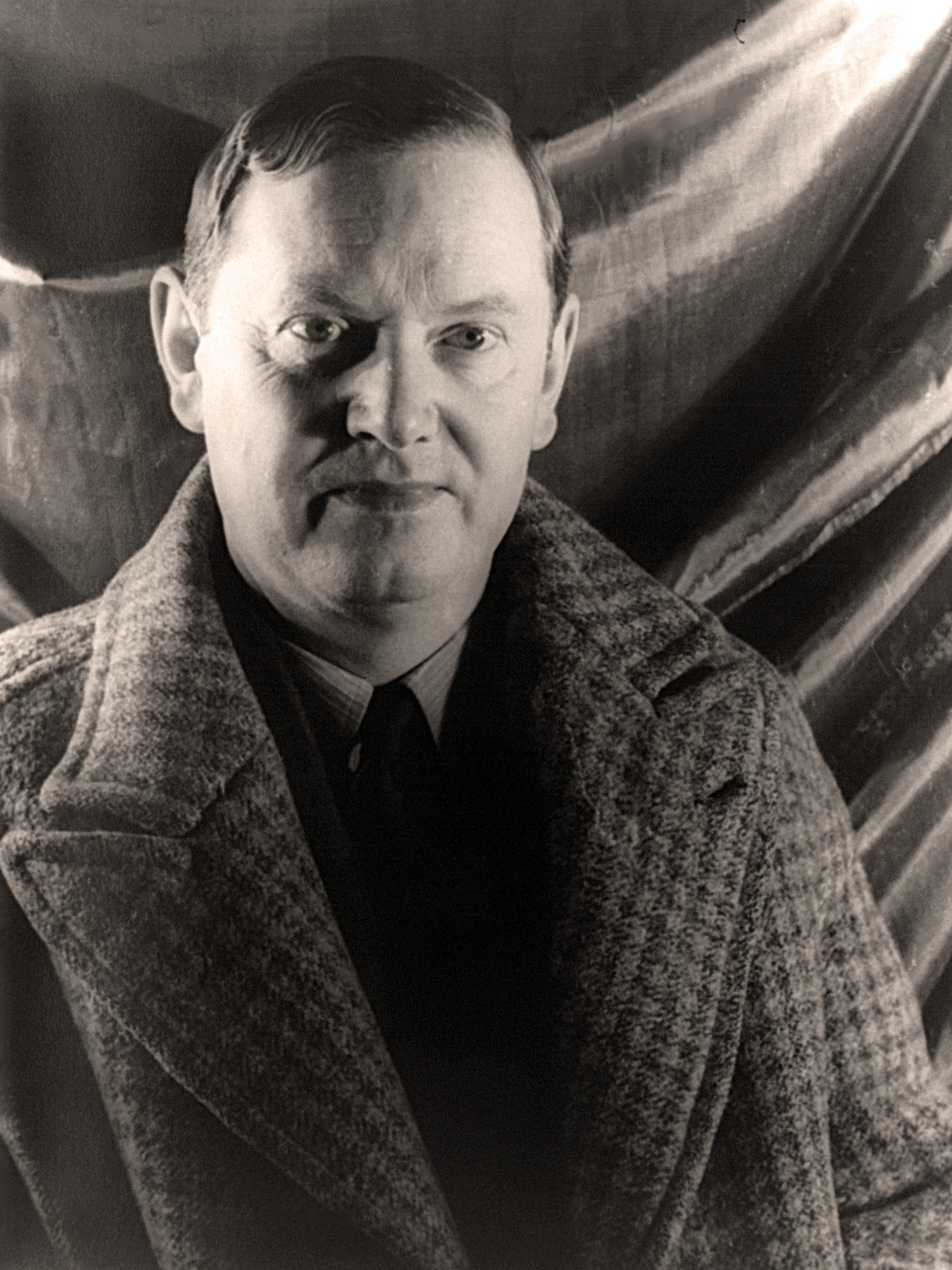
Evelyn Waugh alrededor de 1940.

Las circunstancias profesionales y privadas de Evelyn Waugh en los años de la posguerra prefiguran las de su alter ego ficcional Pinfold. Antes de la guerra se había forjado renombre como escritor, principalmente de ficción satírica ligera. Sus experiencias en la guerra, incluido su servicio en los Reales Infantes de Marina y la Real Caballería, transformaron sus posturas personales y literarias, y lo hicieron adoptar lo que su biógrafo David Wykes describe como «una actitud de introspección [...] que duró hasta el final de su trayectoria». Pese a ocasionales vueltas a su estilo anterior, en general la ficción de posguerra de Waugh tenía fines más serios. En un ensayo publicado en la revista Life en abril de 1946, escribió: «Mis futuros libros tendrán dos cosas que los harán impopulares: la preocupación por el estilo y el afán de representar más plenamente al hombre, lo que para mí significa una sola cosa: el hombre en su relación con Dios». El éxito comercial de Retorno a Brideshead, publicada en 1945, dio a Waugh el dinero necesario para seguir escribiendo sin prisas. Trabajó de manera intermitente en su novela Helena durante cinco años, mientras terminaba proyectos más cortos y hacía mucho trabajo no remunerado, en particular para organizaciones católicas. Mudando bruscamente su estilo de antes de la guerra, dejó de socializar y se empeñó cada vez más en proteger su vida privada. Adoptó una imagen abiertamente hostil como mecanismo de defensa para repeler el mundo exterior.
A principios de los años cincuenta Waugh tenía problemas en varios frentes. Padecía bloqueo del escritor y no podía avanzar en su novela del momento, la segunda de su trilogía Soldado de honor.Pasaba por apuros económicos consecuencia de sus hábitos derrochadores de la posguerra, complicados con obligaciones fiscales acumuladas y falta de productividad remunerada. Su salud era frágil; lo aquejaban dolores de dientes, ciática y reumatismo, y le fallaba la memoria. También bebía en exceso, y los efectos del alcohol se agravaban con el consumo inmoderado de hidrato de cloral y bromuro de potasio, que deglutía con crema de menta, tratamiento para el insomnio que les ocultaba a sus médicos.

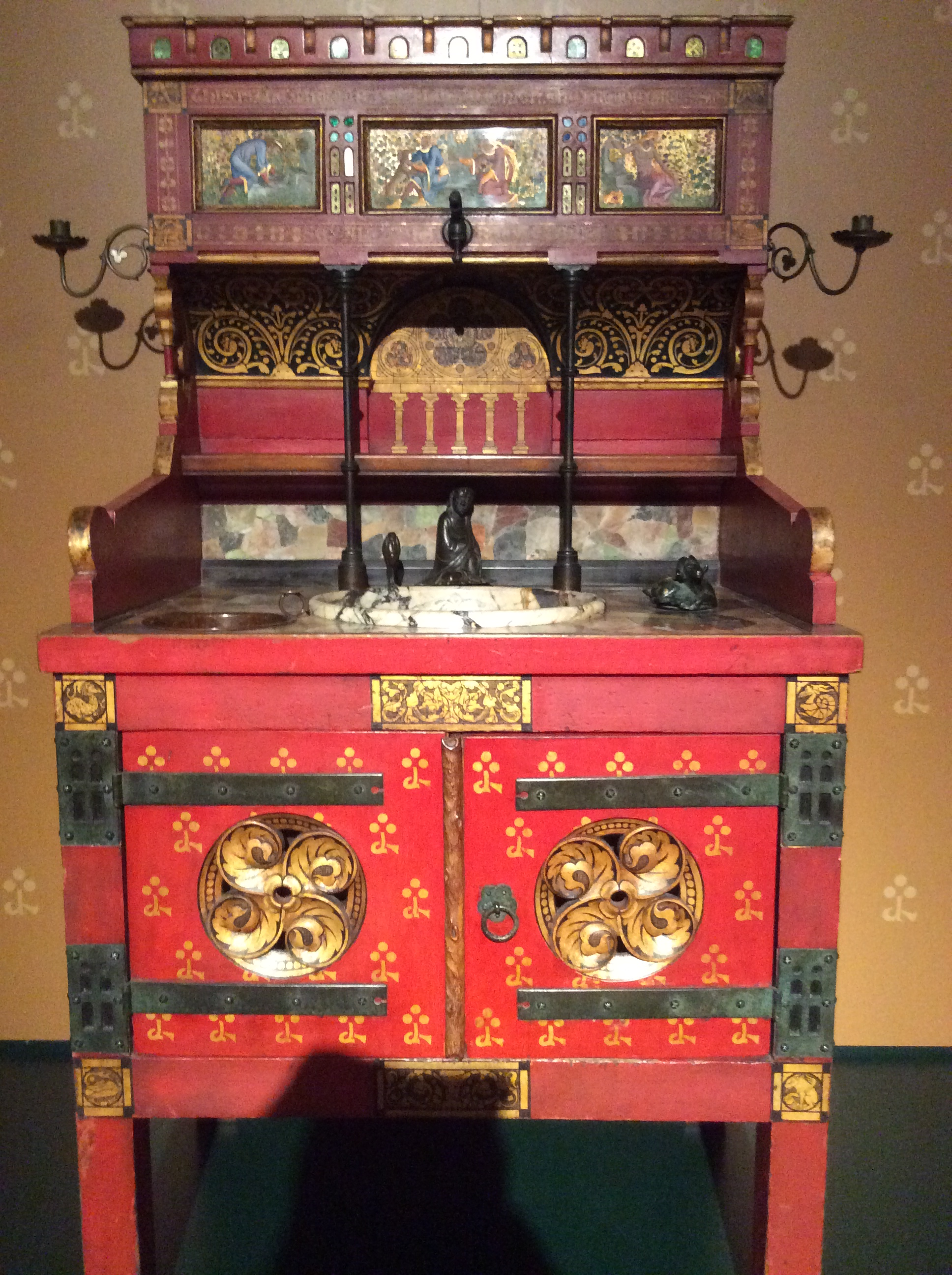
Lavabo Narciso de William Burges, hoy en la Galería de Arte y Museo Higgins.

La falta de dinero era la principal razón por la que, en 1953, Waugh concedió las entrevistas de radio a la BBC, primero en el programa Personal Call del Servicio Mundial  y después en la serie Frankly Speaking. La segunda de ellas se emitió en el Servicio Nacional de la BBC el 16 de noviembre de 1953. Casi todos los amigos de Waugh pensaban que se había conducido bien;a él le complació algo el resultado, y le escribió a Nancy Mitford: «quisieron ponerme en ridículo y creo que no lo consiguieron del todo». Aun así, las emisiones lo afectaron profundamente; la actitud de sus interlocutores le parecía hostil, algo que advirtió su hijo de 13 años Auberon Waugh, quien después escribiría de las entrevistas: «enloquecieron a mi padre». Su amigo el poeta John Betjeman le dio el lavabo Narciso de William Burges, pero Waugh estaba seguro de que le faltaba un grifo decorativo, y quedó muy afectado cuando Betjeman negó categóricamente su existencia.
En enero de 1954 Waugh se embarcó en el Staffordshire  rumbo a Ceilán. Esperaba que el viaje le diera la paz que necesitaba para terminar su libro estancado. En la travesía, su extraño comportamiento inquietó de manera creciente a los demás pasajeros, y las cartas que le escribía desde el barco a su esposa, Laura, la alarmaron: Waugh parecía ser presa de una manía persecutoria por la que lo hostigaban voces amenazadoras y malévolas. Desembarcó en Alejandría y siguió en avión el viaje a Ceilán, pero las voces no lo dejaban en paz. Le escribió a Laura: «Todo lo que digo o pienso o leo lo lee en voz alta el grupo de psicólogos a quienes conocí en el barco […] las astutas criaturas pueden comunicarse a muchos cientos de millas de distancia». Laura convenció a su amigo Jack Donaldson de acompañarla en avión a Colombo para volver con Waugh, pero antes de que lo hicieran él regresó a Londres por sí solo. Allí su amigo el sacerdote jesuita Philip Caramanlo persuadió de aceptar el tratamiento de Eric Strauss, jefe de psiquiatría en el Hospital de San Bartolomé. Strauss diagnosticó enseguida que el delirio de Waugh se debía a una intoxicación por los somníferos que tomaba, y sustituyó el hidrato de cloral por paraldehído. Las alucinaciones cesaron de inmediato, y Waugh recuperó el juicio.

## El proceso de escritura
Christopher Sykes, amigo y primer biógrafo de Waugh, cree que en sus sesiones con Strauss el escritor planteó la idea de escribir un relato ficcional de sus experiencias alucinatorias. Quizá haya redactado un breve borrador, pero si así fue, este no se conoce. En los tres meses que siguieron al regreso a su hogar, la propiedad llamada Piers Court, en Stinchcombe, condado de Gloucestershire, Waugh estuvo inactivo; al reanudar el trabajo, lo primero que hizo fue terminar la novela de la trilogía Soldado de honor, Oficiales y caballeros, lo que lo mantuvo ocupado casi todo el resto de 1954. A fines de diciembre o principios de enero de 1955 viajó a Jamaica a sus habituales vacaciones de invierno en el trópico, y allí empezó a trabajar en la nueva novela. Eligió llamar «Pinfold» a su protagonista por el apellido de una familia recusante que había sido dueña de Piers Court.

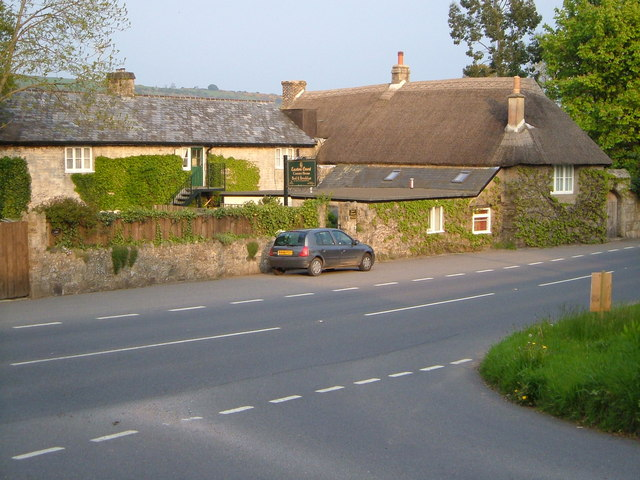
Hotel Easton Court, en Chagford, el refugio de Waugh donde terminó de escribir La odisea de Gilbert Pinfold.

Waugh trabajó con intermitencia en la novela de Pinfold durante dos años. A su vuelta de Jamaica dejó de lado el libro, limitando su escritura al periodismo y ocasionales prólogos: «cuidadas obritas literarias». No menciona a Pinfold en su diario ni en sus cartas. El biógrafo de Waugh Martin Stannard describe al escritor en esa época como perezoso, incapaz de encauzar su aún considerable fuerza mental. La anotación de su diario el 12 de julio de 1955 muestra cómo pasaba el día: «el correo matutino, el periódico, el crucigrama, ginebra». El añejo pleito de Waugh con la prensa de Beaverbrook lo preocupaba, sobre todo después de que en junio recibió en Piers Court una visita inesperada de la periodista del Daily Express Nancy Spain, que lo dejó «trémulo de ira». En marzo de 1956 Spain atacó a Waugh en un artículo del Express, tras lo cual Waugh demandó a la periodista y al diario por difamación.Entretanto, los preparativos para el baile de presentación en sociedad de su hija Teresa obstaculizaron aún más el avance de la novela. No es sino hasta el 11 de septiembre de 1956 cuando anota en su diario: «Reanudo el trabajo en Pinfold». Poco después estaba escribiendo a un ritmo de mil palabras al día. El 26 de septiembre le dijo a su amiga Ann Fleming:«Creo que el libro loco va a ser muy gracioso». Una semana después le pidió permiso a su amiga Daphne Fielding para dedicarle el libro.
En el verano de 1955 Waugh había decidido vender Piers Court. En octubre de 1956 concluyó la venta y compró una casa nueva en la aldea de Combe Florey, en Somerset. En medio del caos de la mudanza Waugh siguió trabajando en la novela; en noviembre se mudó a su refugio de antes de la guerra, el Hotel Easton Court, en Chagford, donde esperaba terminar el libro. Al acercarse la fecha del juicio de difamación contra Nancy Spain y el Express, Waugh se enfrascó en otra demanda por difamación, contra la escritora y periodista Rebecca West y el sello editorial Pan Books,distracción adicional que atrasó la terminación de la novela. En enero de 1957 Waugh reescribió el final creando una circularidad con la vuelta a las palabras con las que empieza la novela, y le puso el subtítulo «Obra de conversación». Waugh no explicó los términos del subtítulo, pero David Wykes, en su biografía literaria, cree que es una alusión irónica a los cuadros tradicionales británicos que representaban reuniones sociales de familias y amigos; en este caso, la «conversación» no es con amigos, sino con enemigos. El título es un eco de la novela victoriana de George Meredith Las tribulaciones de Richard Feverel. A fines de enero de 1957 el libro estaba en manos del editor.

## Temas

### La autobiografía
Waugh confirmó varias veces las bases autobiográficas de la novela: en la presentación del libro el 19 de julio de 1957, a Robert Henriques en una carta el 15 de agosto de 1957 («Las experiencias del señor Pinfold fueron casi exactamente las mías»), y a John Freeman en una entrevista en el programa de televisión Face to Face en 1960. Además de la concordancia de ciertos incidentes del libro con la vida real, la edad de Pinfold y sus circunstancias domésticas y profesionales, descritas en el primer capítulo, reflejan fielmente las del autor. El alter ego ficcional comparte la aversión de Waugh a la vida moderna; detesta «el plástico, a Picasso, los baños de sol, el jazz y, de hecho, todo lo que acontecía en su tiempo». Pinfold expresa la misma actitud hacia sus libros —«objetos que él había hecho, cosas muy externas a sí mismo»—  que Waugh había mostrado en la segunda de las entrevistas de radio de 1953.
| Me pregunto si esta novela es autobiográfica. Es sin duda una imagen del infierno en la tierra. No es una imagen de la locura, sino de los pasos que llevan a ella. Creo que a casi todos nos acosan voces como esas. —John Betjeman, The Daily Telegraph, 19 de junio de 1957 |

El entrevistador de la BBC Stephen Black figura en la novela como Angel, y otros conocidos de Waugh aparecen brevemente. Al poeta John Betjeman lo presenta como James Lance, su párroco Philip Caraman es el padre Westmacott, y a Christopher Sykes lo llama Roger Stillingfleet. En su biografía, Sykes afirma que la descripción de la señora Pinfold no representa a Laura Waugh en lo más mínimo: «no hay ni sombra de parecido». El nombre de Margaret dado a la torturadora más benévola de PInfold era el de la segunda hija de Waugh, por quien, según le escribió a Ann Fleming en septiembre de 1952, lo había acometido una pasión sexual. Cuando se curó del delirio, Waugh le confió a Nancy Mitford que su «cariño malsano» por su hija Margaret había cesado.
La imagen defensiva adoptada por Pinfold, «una mezcla de catedrático excéntrico y militar irritable», era la misma que Waugh cultivaba para mantener a raya al mundo. Pinfold defiende una forma anticuada de conservadurismo político, no vota y expresa opiniones indignantes, en parte burlonamente. Pinfold era «absurdo para muchos, pero para algunos, formidable». Después de la muerte de Waugh, Nancy Mitford confirmó el carácter esencialmente socarrón de la imagen que el autor se creó: «Lo que nadie recuerda de Evelyn es que todo se lo tomaba a broma. Todo». Aunque su biógrafa Selena Hastings describe a Pinfold como «un autorretrato preciso y revelador», Stannard opina que es ante todo un análisis de la autoimagen, con la cual, como Pinfold, Waugh «no revela nada».

### Lo paranormal
Entre los vecinos de Waugh en Stinchcombe estaba Diana Oldridge, conocida en la familia Waugh como «Tanker». Era aficionada a organizar festivales de música en la localidad, y tenía un artefacto al que llamaba «la caja», del que se decía que curaba todos los males por medio de «ondas de vida benéficas» que actuaban sobre cierta parte física de la víctima: cabellos, recortes de uñas o una gota de sangre. El propio Waugh se mostraba en general escéptico y aun desdeñaba tales poderes, pero algunos de sus conocidos afirmaban haber sido curados por la caja, como al parecer había ocurrido con una de las vacas de Laura Waugh. En cartas que Waugh le escribió a Laura desde El Cairo y Colombo, atribuyó las voces que oía al poder de la caja, y le pidió que le dijera a "Tanker" que ya creía en el aparato.
En la novela, Pinfold al principio descalifica la caja —descrita como «un radio improvisado»— diciendo que es «una chatarra inofensiva», pero, como Waugh, tiene que revisar su opinión al verse perseguido por las voces. Cree que Angel está utilizando una forma adaptada de la caja, como la que los alemanes idearon al final de la guerra y los «existencialistas» perfeccionaron en París: «un invento diabólico caído en malas manos». Al final de su odisea Pinfold reflexiona que si en vez de enfrentarse con Angel hubiera transigido con él, tal vez habría seguido creyendo en los siniestros poderes de la caja. Al final se convence de la inexistencia de una caja con tales poderes ante las garantías que le da su párroco, el padre Westmacott.

### La religión
A diferencia de las demás novelas largas tardías de Waugh, los temas religiosos no predominan en Pinfold. Como ocurre con las primeras novelas, el «caballero católico» es blanco de cierta sátira; las voces especulan que Pinfold es judío, que su verdadero nombre es «Peinfeld» y que su supuesto catolicismo es una mera patraña para congraciarse con la aristocracia. Por lo demás, Waugh usa el capítulo confesional del principio para atribuirle a Pinfold sus propias creencias católicas tradicionalistas. Pinfold es un converso, acogido por la Iglesia en su juventud sobre la base de una «serena aceptación de las proposiciones de su fe» y no por un suceso dramático ni emotivo. Aunque la Iglesia alentaba a sus adeptos a interrelacionarse con la sociedad y las instituciones políticas, Pinfold, al igual que Waugh, «cavó aún más hondo en la roca, [manteniéndose] distante de las variopintas organizaciones que han surgido al llamado de la jerarquía para redimir la época".

## Publicación y recepción

### Proceso de publicación
En una postal sin fechar (probablemente de fines de 1956) a John McDougall de Chapman & Hall, los editores de Waugh, el autor le solicita que pida autorización a Francis Bacon para usar una de las obras del pintor para ilustrar la sobrecubierta de la nueva novela. Jacobs considera que se trata de una petición «asombrosa», dada la conocida antipatía de Waugh por el arte moderno. Es probable que Waugh estuviera pensando en una cabeza de la serie generalmente llamada los «papas que gritan», quizá la Cabeza VI, que Waugh posiblemente haya visto en la exposición de 1949 de Bacon en la Galería Hanover. No fue posible llegar a un acuerdo con el pintor. Waugh no estuvo conforme con la ilustración que los editores produjeron finalmente, y el 17 de junio de 1957 le escribió a Ann Fleming quejándose de que McDougall había hecho «un libro feo con el pobre de Pinfold».
Chapman y Hall publicaron la novela en el Reino Unido el 19 de julio de 1957, y Little, Brown en los Estados Unidos el 12 de agosto. Hacía tres meses el Daily Telegraph había revelado en parte el tema principal del libro: «Los editores esperan que "Pinfold" sea la palabra de la casa para referirse a los "medio locos"». Este comentario siguió de cerca a la publicación de la primera novela de Muriel Spark, The Comforters [Los calmantes], que también trataba el asunto de las alucinaciones inducidas por los fármacos. Aunque desde el punto de vista comercial a Waugh le habría convenido ignorar o quitar importancia al libro de Spark, le hizo una crítica generosa en The Spectator el 22 de febrero de 1957: «una primera novela complicada, sutil y, al menos para mí, de un intenso interés».
Una edición especial de 50 ejemplares de Pinfold, en formato grande, se preparó a costa de Waugh para presentársela a sus amigos. La primera edición de Penguin en rústica salió en 1962, seguida de muchas reimpresiones en los siguientes años, incluida una edición Penguin Modern Classic en 1999. También se ha traducido a varios idiomas.

### Recepción de la crítica
El día de la publicación de Pinfold, convencieron a Waugh de asistir a un almuerzo literario de la cadena de librerías Foyles como medio para promocionar el libro. Le dijo al público: «Hace tres años tuve una experiencia inusitada. Perdí la cabeza durante unas tres semanas». Para estimular aún más las ventas, la sobrecubierta también insistía en la experiencia de locura de Waugh, lo que le atrajo muchas cartas de desconocidos ávidos de contarle sus propias experiencias paralelas: «las voces […] de los perseguidos acudiendo a él como confesor».
A los amigos de Waugh en general les entusiasmó el libro. Anthony Powell pensaba que era una de sus obras más interesantes, y Graham Greene lo situó entre las mejores obras de ficción del escritor. Los Donaldson pensaban que había logrado «un triunfo maravilloso» al hacer un relato tan vívido de su experiencia. John Betjeman, al hacer la crítica del libro en el Daily Telegraph, escribió: «La odisea de Gilbert Pinfold es un autoexamen escrito en forma de novela, pero a diferencia de otras obras semejantes, que suelen ser deprimentes y autocompasivas, esta, porque es del señor Waugh, es legible, emocionante y objetiva». Otros críticos fueron en general más cautos. Philip Toynbee, en The Observer, consideró «muy difícil decir si es un buen libro o no; sin duda es interesante y conmovedor». Percibía en la escritura de Waugh un «cambio de marcha», tema que John Raymond retomó en el New Statesman. En su opinión, Waugh era el único novelista inglés del momento cuya obra mostraba señales de desarrollo, y en Pinfold había producido «uno de sus entretenimientos más ingeniosos y humanos», una obra de revelación de sí mismo tan solo estropeada, según él, por un final insatisfactorio. El crítico del Times Literary Supplement R. G. G. Price la consideró «un cuento sin sustancia», aunque reconoció que era razonable equiparar a Waugh como escritor cómico con P. G. Wodehouse en cuanto a originalidad y sentido del humor.
La crítica de Donat O'Donnell en el Spectator fue desdeñosa: dijo del relato que era «medianamente interesante, casi por completo falto de gracia y un tanto embarazoso». Sobre su carácter autobiográfico comentó: «El Waugh de antes de Brideshead rara vez escribía acerca de sí mismo; el de después rara vez escribe de otra cosa». En la crítica de la edición estadounidense en el New York Times, Orville Prescott consideró que la situación central del libro era demasiado ligera para una novela; además, «el hecho de que el lector sepa que las voces son producto del delirio le resta al relato del señor Waugh todo conflicto y suspenso narrativos […] La odisea del señor Pinfold no es ni humorística ni patética».
Pocas semanas después de la publicación del libro, el novelista J. B. Priestley, en un largo ensayo publicado en el New Statesman y titulado «Lo que estuvo mal con Pinfold», postuló la hipótesis de que Waugh había llegado al borde de la locura a causa, no de una infortunada mezcla de fármacos, sino de su incapacidad de conciliar su función como escritor con el deseo de ser un terrateniente. Concluyó: «Pinfold [Waugh] debe despojarse de su papel de caballero conservador que lamenta en silencio la Ley de reforma de 1832, y si no encuentra un papel digno como hombre de letras inglés […] debe crearlo». Waugh repuso burlonamente señalando las extensas propiedades de Priestley y comentando: «lo que pone al señor Priestley como una cabra (suponiendo que permita la presencia de un animal tan nocivo en sus exuberantes pastos) son mis intentos de conducirme como un caballero».
Las posteriores opiniones sobre el libro expresadas por sucesivos biógrafos de Waugh, son desiguales. Sykes consideraba el principio como uno de los mejores textos autobiográficos, pero el final le parecía «pobre y sentimental». Stannard, en una crítica de 1984, no consideraba el libro un trabajo importante en la obra de Waugh. En cambio a Hastings, en 1994, le parecía «desde cualquier punto de vista un trabajo extraordinario», y le atribuyó el mérito de establecer la imagen pública de Waugh: «firme y colérico, ruboroso y reaccionario». Según David Wykes (1999), «esta muy controlada novela corta» demuestra que «Waugh no era muy bueno para la invención, pero era insuperable para embellecer una descripción».

## Adaptaciones
En 1960 Waugh aceptó un pago de 250 libras de la BBC por una adaptación de Pinfold como obra radiofónica realizada por Michael Bakewell. La emisión, el 7 de junio de 1960, fue bien recibida por los críticos, aunque Waugh no la escuchó. En septiembre de 1977 una versión de la novela para el teatro, escrita por Ronald Harwood y dirigida por Michael Elliott, se estrenó en el Royal Exchange, en Manchester. La obra se llevó a Londres y en febrero de 1979 se representó en el Roundhouse, donde la actuación de Michael Hordern en el papel de Pinfold recibió grandes elogios: «un hombre que padece una indigestión crónica del alma».
En 1962 el compositor ruso-estadounidense Nicolas Nabokov, al que le interesaba crear una ópera basada en la historia de Pinfold, abordó a Sykes para pedirle el libreto. Waugh accedió a la idea, y en marzo de 1962 se reunió con Nabokov. Las conversaciones continuaron durante varios meses, hasta que el proyecto se abandonó en el verano del mismo año.

### Citas
1. ↑  Stannard, Martin. «Waugh, Evelyn Arthur St John». Oxford Dictionary of National Biography. Consultado el 12 de noviembre de 2014.
2. ↑  Wykes, p. 133
3. ↑  Waugh, Evelyn (8 de abril de 1946). «Fan-Fare: An answer to the ladies all over the U.S.A.». Life: 53-60. Archivado desde el original el 4 de noviembre de 2014.
4. ↑  Lynch, James J. (Winter 1986). «Evelyn Waugh During the Pinfold Years». Modern Fiction Studies 32 (4): 543-59.
5. ↑  Wykes, p. 158
6. 1 2  Stannard 1992, pp. 250–53
7. ↑  Heath, p. 212
8. ↑  Stannard 1984, pp. 491–92
9. 1 2  Stannard 1992, pp. 341, 357, 363–64
10. ↑  Hastings, pp. 560–61
11. ↑  Brennan, Michael G. Evelyn Waugh: Fictions, Faith and Family (en inglés). A&C Black. p. 113. ISBN 978-1-4411-9417-6. Consultado el 23 de noviembre de 2016.
12. ↑  Stannard 1992, p. 334
13. ↑  Stannard 1992, p. 336
14. ↑  Stannard 1992, p. 337
15. ↑  Sykes, p. 356
16. ↑  Stannard 1992, p. 335
17. ↑  Amory (ed.), p. 415
18. 1 2  Jacobs, p. xxxv
19. ↑  (Lady.), Frances Lonsdale Donaldson. Evelyn Waugh: portrait of a country neighbour (en inglés). Weidenfeld & Nicolson. p. 68. Consultado el 25 de noviembre de 2016.
20. ↑  Cooper, Jeremy. Victorian and Edwardian Decor: From the Gothic Revival to Art Nouveau (en inglés). Abbeville Press. p. 62. ISBN 978-0-7892-0446-2. Consultado el 25 de noviembre de 2016.
21. ↑  Stannard 1992, p. 342
22. ↑  Hastings, pp. 562–63
23. ↑  Amory (ed.), pp. 419–20
24. 1 2 3  Hastings, pp. 564–55
25. ↑  O'Halloran, Michael (14 de mayo de 1998). «Obituary: The Rev Philip Caraman». The Independent.
26. ↑  Sykes, p. 364
27. ↑  Eade, Philip. Evelyn Waugh: A Life Revisited (en inglés). Henry Holt and Company. p. 365. ISBN 978-0-8050-9761-0. Consultado el 25 de noviembre de 2016.
28. 1 2  Sykes, pp. 365–66
29. ↑  Stannard 1992, p. 350
30. ↑  Sykes, p. 372
31. ↑  Stannard 1992, p. 358
32. ↑  Hastings, p. 565
33. ↑  Davie (ed.), p. 745
34. ↑  Jacobs, p. xxiii
35. ↑  Davie (ed.), p. 729
36. ↑  Davie (ed.), p. 725
37. 1 2 3  Wykes, p. 189
38. ↑  Stannard 1992, pp. 370 y 374–75
39. ↑  Davie (ed.), p. 768
40. ↑  Stannard 1992, p. 377
41. ↑  Davie, pp. 798–99
42. 1 2  Amory (ed.), p. 475
43. ↑  Amory (ed.), p. 443
44. ↑  Hastings, pp. 582–83
45. ↑  Stannard 1992, p. 385
46. 1 2  Jacobs, p. xlvi
47. ↑  Wykes, p. 191
48. ↑  Stannard 1992, p. 397
49. 1 2  Stannard 1992, p. 391
50. ↑  Amory (ed.), pp. 493–94
51. ↑  Stannard 1984, p. 517
52. ↑  Heath, p. 41
53. ↑  Waugh: The Ordeal of Gilbert Pinfold. p. 5 y apéndice ", p. 140
54. 1 2  Betjeman, John (19 de junio de 1957). «About a Novelist Going Mad». p. 13.
55. ↑  Waugh: The Ordeal of Gilbert Pinfold, pp. 18 y 129; Stannard 1993, p. 346; Sykes, p. 361
56. 1 2  Sykes, p. 367
57. ↑  Amory (ed.), p. 380
58. ↑  Amory (ed.), p. 423
59. ↑  Heath, p. xi
60. ↑  Waugh: The Ordeal of Gilbert Pinfold, p. 6
61. ↑  Heath, p. 49
62. 1 2 3 4  Waugh: The Ordeal of Gilbert Pinfold, pp. 8–9
63. ↑  Quoted in Byrne, p. 348
64. ↑  Hastings, p. 483
65. ↑  Stannard 1984, p. 55
66. 1 2  Carpenter (ebook), Part VII ch. 3
67. ↑  McVeigh, p. 169
68. 1 2  Amory (ed.), pp. 418–20
69. ↑  Waugh: The Ordeal of Gilbert Pinfold, pp. 114–15
70. ↑  Waugh: The Ordeal of Gilbert Pinfold, pp. 129–30
71. ↑  Wicker, p. 165
72. ↑  Waugh: The Ordeal of Gilbert Pinfold, pp. 57–60
73. 1 2  Amory (ed.), p. 482
74. ↑  Jacobs, pp, xxxvii–xxxviii
75. ↑  Amory (ed.), p. 491
76. 1 2  Hastings, p. 567
77. ↑  «Books–Authors». 9 de mayo de 1957. p. 28.
78. ↑  «Is He Pinfold?». 12 de abril de 1957. p. 8.
79. ↑  Stannard, p. 392
80. ↑  Waugh, Evelyn (22 de febrero de 1957). «Something Fresh». The Spectator: 32.
81. ↑  «The Ordeal of Gilbert Pinfold. A Conversation Piece». AbeBooks. Consultado el 19 de abril de 2015.
82. ↑  «The Ordeal of Gilbert Pinfold». AbeBooks. Consultado el 19 de abril de 2015.
83. ↑  «The Ordeal of Gilbert Pinfold: A Conversation Piece (Penguin Twentieth Century Classics)». AbeBooks. Consultado el 19 de abril de 2015.
84. ↑  «L'épreuve de Gilbert Pinfold». World Cat. Consultado el 19 de abril de 2015.
85. ↑  «Gilbert Pinfolds Höllenfahrt». World Cat. Consultado el 19 de abril de 2015.
86. ↑  «La Odisea de Gilbert Pinfold». World Cat. Consultado el 19 de abril de 2015.
87. ↑  «La prova di Gilbert Pinfold». World Cat. Consultado el 19 de abril de 2015.
88. ↑  «Ispytanie Gilberta Pinfolda». World Cat. Consultado el 19 de abril de 2015.
89. ↑  Wykes, p. 3
90. 1 2 3  Stannard 1992, pp. 395–96
91. ↑  Waugh, The Ordeal of Gilbert Pinfold, p. 130
92. 1 2  Stannard 1984, pp. 46–49
93. ↑  Toynbee, Philip (21 de julio de 1957). «Mr Waugh Shifts Gear». p. 13.
94. ↑  John Raymond, reseña bibliográfica, the New Statesman, 20 de julio de 1957, reimpreso en Stannard 1984, pp. 384–86
95. ↑  Price, R. G. G. (19 de julio de 1957). «Self Portrait?». p. 437.
96. ↑  O'Donnell, Donat (18 de julio de 1957). «The Loved One». The Spectator: 36.
97. ↑  Prescott, Orville (12 de agosto de 1957). «Books of the Times». p. 17.
98. ↑  J. B. Priestley: "What Was Wrong With Pinfold", publicado en New Statesman, 31 de agosto de 1957, reimpreso en Stannard 1984, pp. 387–91
99. ↑  Waugh, Evelyn (12 de septiembre de 1957). «Anything Wrong With Priestley?». The Spectator: 8.
100. ↑  Wykes, pp. 3–4 y 190
101. ↑  Stannard 1992, p. 430
102. ↑  «1977–78 Season». Royal Exchange Theatre. Archivado desde el original el 19 de mayo de 2015. Consultado el 21 de abril de 2015.
103. ↑  «The Ordeal of Gilbert Pinfold». 15 de febrero de 1979. p. 10.
104. ↑  Giroud, pp. 327–28